# Habits (álbum)
"Habits" es un álbum del 2010 por la banda de rock de Provo, Utah Neon Trees. El primer sencillo del álbum, Animal fue presentado en varios comerciales, incluyendo para Camp Vegas, y ha llegado al número 22 en Billboard Hot 100 y número uno en Alternative Rock. "1983" recibió un vídeo musical, el sencillo se lanzó el 28 de septiembre de 2010.

## Lista de canciones
1. "Sins of My Youth" – 3:39
2. "Love and Affection" – 3:04
3. "Animal" – 3:32
4. "Your Surrender" – 3:41
5. "1983" – 3:43
6. "Girls and Boys in School" – 3:32
7. "In the Next Room" – 3:50
8. "Our War" – 4:05
9. "Helpless" (US iTunes Bonus Track)– 2:53
10. "Farther Down" (US iTunes Bonus Track)– 5:16